# Textulariellidae
Textulariellidae es una familia de foraminíferos bentónicos de la superfamilia Ataxophragmioidea, del suborden Ataxophragmiina y del orden Loftusiida. Su rango cronoestratigráfico abarca desde el Mioceno hasta la Actualidad.

## Discusión
Clasificaciones previas incluían Textulariellidae en el suborden Textulariina del orden Textulariida o en el orden Lituolida.

## Clasificación
Textulariellidae incluye a los siguientes géneros:
- Alveovalvulina †
- Alveovalvulinella †
- Cuneolinella †
- Guppyella
- Hagenowinoides
- Textulariella

Otro género considerado en Textulariellidae es:
- Neocuneolina †, aceptado como Textulariella